# Force spéciale d'urgence

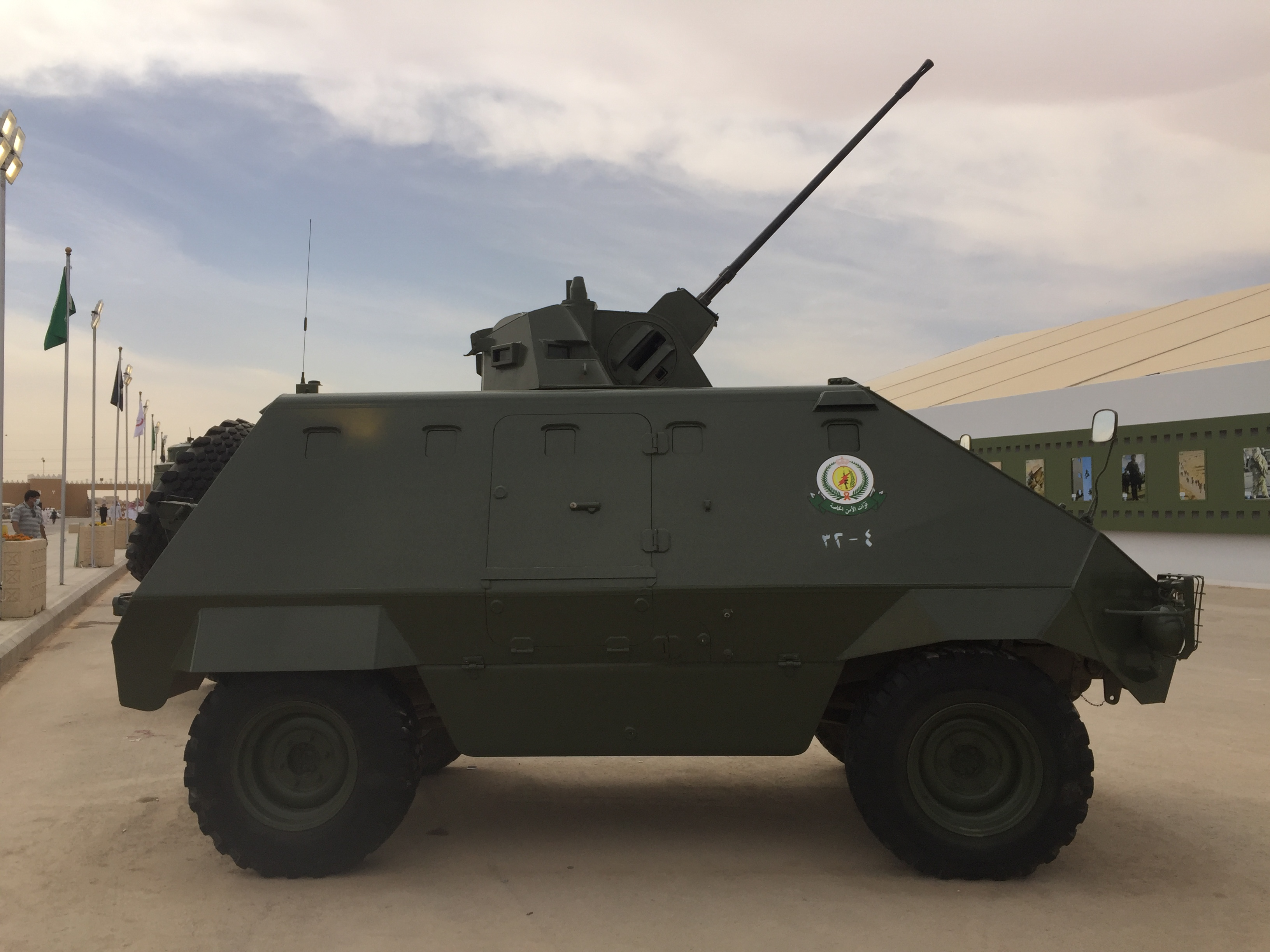
Véhicule blindé de transport de troupes type UR-416 utilisé par les forces spéciales saoudiennes

La Force spéciale d'urgence (arabe : قوة الطوارئ الخاصة) est une unité spéciale anti-terroriste des Forces de défense saoudiennes. Elle s'inspire de l'Hostage Rescue Team du FBI et du GIGN de la gendarmerie française. Elle dépend de l'administration de la sécurité publique du ministère de l'Intérieur saoudien.
La Force spéciale d'urgence fut créée en 1972[réf. nécessaire], sa principale mission étant de contrôler les manifestations, avec les autres forces militaires et policières existantes, mais aussi de lutter contre les trafiquants de drogue et le crime organisé.
Après la prise de la Grande Mosquée de la Mecque en 1979 et l'inefficacité de la Garde nationale saoudienne (en) dans cette prise d'otages, son rôle fut renforcé.
Depuis 1995, avec les premières attaques terroristes sur le sol saoudien à Olaya (Riyad), puis en 1996 à Al Khobar, leur principale mission devint la lutte anti-terroriste, et elle modifia l'entraînement et la formation de ses hommes en conséquence.
On compte aujourd'hui treize centres dans le royaume pour combattre le terrorisme et son effectif est en 2006 selon les autorités saoudiennes de 35 000 hommes.